# Tofieldia cernua
Tofieldia cernua är en kärrliljeväxtart som beskrevs av James Edward Smith. Tofieldia cernua ingår i släktet kärrliljor, och familjen kärrliljeväxter. Inga underarter finns listade.